# Heinrich Lang
Heinrich Lang (Neckargemünd, 20 de dezembro de 1824 – Karlsruhe, 4 de setembro de 1893) foi um arquiteto alemão, professor da
Technischen Hochschule Karlsruhe.

## Vida
Após frequentar a Höhere Bürgerschule em Heidelberg, Lang estudou de 1842 a 1849 no Polytechnikum Karlsruhe com Heinrich Hübsch e Friedrich Eisenlohr.
Em 1852 obteve um cargo de professor auxiliar, tornando-se em 1855 Professor do Polytechnikum (desde 1865 Technische Hochschule Karlsruhe). Nos anos acadêmicos de 1870/1871 e 1878/79 foi Diretor da Technische Hochschule. Em 1893 foi designado pela terceira vez diretor da Technische Hochschule Karlsruhe, mas morreu logo após sua nomeação.

## Obras
- 1855: Laboratório de Química da Universidade de Heidelberg
- 1859: Edifícios dos Institutos de Matemática e Engenharia Mecânica do Polytechnikum Karlsruhe
- 1868–1869: Lehrerseminar I (Pädagogische Hochschule)
- um 1870: Fichte-Gymnasium Karlsruhe (Höhere Mädchenschule)

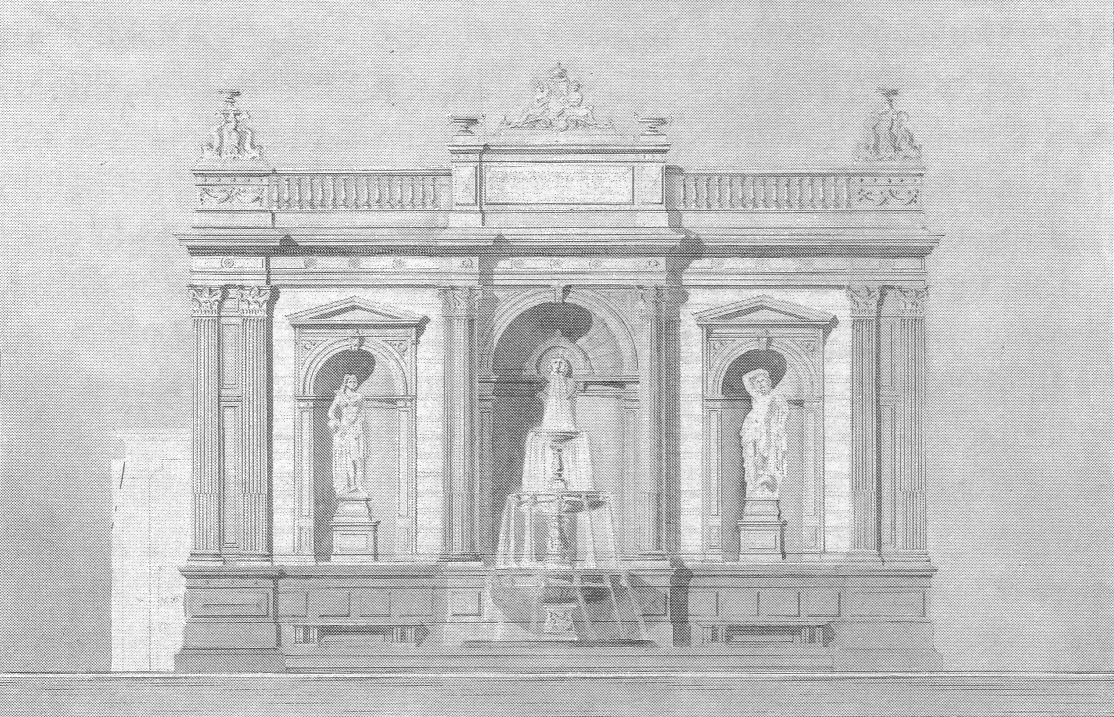
Esboço de Lang da Malschbrunnen

- 1872–1875: Malsch-Brunnen em Karlsruhe (com Otto Warth e Karl Friedrich Moest,[1] ausgezeichnet mit einer goldenen Medaille auf der Münchener Kunstausstellung 1876, 1963 abgetragen)
- 1873: Kant-Gymnasium Karlsruhe (Höhere Bürgerschule)
- 1876–1877: Hotel Germania em Karlsruhe, Karl-Friedrich-Straße, Ettlinger Tor (com Joseph von Schmaedel, destruído em 1944)[2]
- 1877–1879: Villa Friedreich em Heidelberg, Sophienstraße 12
- 1884: Bankhaus Homburger, Schlossplatz 10 (1979 abgetragen)